# Camas (Montana)
Camas es un lugar designado por el censo ubicado en el condado de Sanders en el estado estadounidense de Montana. En el Censo de 2010 tenía una población de 58 habitantes y una densidad poblacional de 40,94 personas por km².

## Geografía
Camas se encuentra ubicado en las coordenadas 47°37′5″N 114°39′22″O / 47.61806, -114.65611. Según la Oficina del Censo de los Estados Unidos, Camas tiene una superficie total de 1.42 km², de la cual 1.42 km² corresponden a tierra firme y (0%) 0 km² es agua.

## Demografía
Según el censo de 2010, había 58 personas residiendo en Camas. La densidad de población era de 40,94 hab./km². De los 58 habitantes, Camas estaba compuesto por el 70.69% blancos, el 0% eran afroamericanos, el 22.41% eran amerindios, el 0% eran asiáticos, el 0% eran isleños del Pacífico, el 0% eran de otras razas y el 6.9% pertenecían a dos o más razas. Del total de la población el 3.45% eran hispanos o latinos de cualquier raza.